# العودة إلى الميدان
العودة إلى الميدان (بالإنجليزية: Back in Action) هو فيلم أكشن كوميدي أمريكي لعام 2025 من إخراج سيث جوردون، وقد شارك في كتابة السيناريو بريندان أوبراين. يضم الفيلم طاقمًا من بطولة كاميرون دياز وجيمي فوكس وكايل تشاندلر وأندرو سكوت وجيمي ديميتريو وجلين كلوز.

## روابط خارجية
- العودة إلى الميدان على موقع IMDb (الإنجليزية)
- العودة إلى الميدان على موقع ميتاكريتيك (الإنجليزية)
- العودة إلى الميدان على موقع روتن توميتوز (الإنجليزية)
- العودة إلى الميدان على موقع نتفليكس (الإنجليزية)
- العودة إلى الميدان على موقع ألو سيني (الفرنسية)
- العودة إلى الميدان على موقع أول موفي (الإنجليزية)
- العودة إلى الميدان على موقع فيلمافينيتي (الإسبانية)
- العودة إلى الميدان على موقع قاعدة بيانات الفيلم (الإنجليزية)
- العودة إلى الميدان على موقع ليتربوكسد (الإنجليزية)